# جوزف آموا
جوزف آموا (انگلیسی: Joseph Amoah؛ زادهٔ ۱۲ ژانویهٔ ۱۹۹۷) دونده سرعت اهل غنا است.